# Lijst van rivieren in Nieuw-Zeeland
Dit is een lijst van rivieren in Nieuw-Zeeland.
De twee hoofdeilanden van Nieuw-Zeeland zijn bergachtig en de rivieren zijn doorgaans relatief kort, hebben een steil verloop en kunnen sterk fluctueren. De jaarlijkse neerslag vertoont een sterke variatie en loopt uiteen van ruim 13.000 mm op de westflank van de Nieuw-Zeelandse Alpen tot minder dan 400 mm aan de lijzijde van die bergketen.
Nieuw-Zeeland heeft een totaal van ongeveer 435.000 kilometer aan rivieren en kleinere waterstromen. Deze zijn verdeeld over naar schatting 4200 grotere en kleinere stroomgebieden.  Het land telt 70 wat grotere riviersystemen, waarvan 40 op het Zuidereiland en 30 op het Noordereiland. De langste rivier is de Waikato (425 km) op het Noordereiland. Op het Zuidereiland is de Clutha (322 km) de langste rivier. Slechts een tiental rivieren is langer dan 200 km.

## Langste rivieren
| Naam                             | Eiland        | Lengte (km) |
| -------------------------------- | ------------- | ----------- |
| Waikato                          | Noordereiland | 425         |
| Clutha/Matau                     | Zuidereiland  | 322         |
| Whanganui                        | Noordereiland | 290         |
| Taieri                           | Zuidereiland  | 288         |
| Rangitikei                       | Noordereiland | 241         |
| Mataura                          | Zuidereiland  | 240         |
| Waiau (Southland)                | Zuidereiland  | 217         |
| Clarence                         | Zuidereiland  | 209         |
| Waitaki                          | Zuidereiland  | 209         |
| Oreti                            | Zuidereiland  | 203         |
| Rangitaiki                       | Noordereiland | 193         |
| Manawatu                         | Noordereiland | 182         |
| Buller/Kawatiti                  | Zuidereiland  | 177         |
| Waihou                           | Noordereiland | 175         |
| Mohaka                           | Noordereiland | 172         |
| Waiau (Canterbury)               | Zuidereiland  | 169         |
| Wairau                           | Zuidereiland  | 169         |
| Whangaehu                        | Noordereiland | 161         |
| Waimakariri                      | Zuidereiland  | 161         |
| Mokau                            | Noordereiland | 158         |
| Ngaruroro                        | Zuidereiland  | 154         |
| Motu                             | Noordereiland | 147         |
| Rakaia                           | Zuidereiland  | 145         |
| Patea                            | Noordereiland | 143         |
| Hurunui                          | Zuidereiland  | 138         |
| Turakina                         | Noordereiland | 137         |
| Wairoa (rivier in Bay of Plenty) | Noordereiland | 137         |
| Wairoa (rivier in Northland)     | Noordereiland | 132         |
| Awatere                          | Zuidereiland  | 126         |
| Ruamahanga                       | Noordereiland | 124         |
| Grey of Mawhera                  | Zuidereiland  | 121         |
| Rangitata                        | Zuidereiland  | 120         |
| Tuki Tuki                        | Noordereiland | 119         |
| Motueka                          | Zuidereiland  | 116         |
| Waitaki                          | Zuidereiland  | 111         |
| Patea                            | Noordereiland | 105         |
| Aparima                          | Zuidereiland  | 102         |
| Tutaekuri                        | Noordereiland | 100         |
| Whakatane                        | Noordereiland | 95          |
| Pomahaka                         | Zuidereiland  | 81          |
| Waipaoa                          | Noordereiland | 80          |
| Taramakau                        | Zuidereiland  | 75          |
| Opihi                            | Zuidereiland  | 75          |
| Orari                            | Zuidereiland  | 74          |
| Karamea                          | Zuidereiland  | 73          |
| Ongarue                          | Noordereiland | 73          |
| Ahuriri                          | Zuidereiland  | 70          |
| Inangahua                        | Zuidereiland  | 65          |
| Moawhango                        | Noordereiland | 62          |
| Waitoa                           | Noordereiland | 62          |
| Shotover                         | Zuidereiland  | 60          |
| Hutt                             | Noordereiland | 56          |
| Ruakituri                        | Noordereiland | 55          |
| Manganui (rivier in Northland)   | Noordereiland | 53          |
| Whenuakura                       | Noordereiland | 53          |
| Eglinton                         | Zuidereiland  | 51          |
| Kaituna                          | Noordereiland | 50          |

## Alphabetische lijst

### A
- Aan
- Acheron (rivier in Canterbury)
- Acheron (rivier in Marlborough)
- Ada
- Adams
- Ahaura
- Ahuriri
- Ahuroa
- Akatarawa
- Akitio
- Alexander
- Alfred
- Allen
- Alma
- Alph (Ross Dependency)
- Anatoki
- Anatori
- Anaweka
- Anne
- Anti Crow
- Aongatete
- Aorangiwai
- Aorere
- Aparima
- Arahura
- Arapaoa
- Araparera
- Arawhata
- Arnold
- Arnst
- Aropaoanui
- Arrow
- Arthur
- Ashburton/Hakatere
- Ashley/Rakahuri
- Avoca (rivier in Canterbury)
- Avoca (rivier in Hawke's Bay)
- Avon (rivier in Canterbury)
- Avon (rivier in Marlborough)
- Awakari
- Awakino
- Awanui
- Awapoko
- Awarau
- Awaroa
- Awarua (rivier in Northland)
- Awarua (rivier in Southland)
- Awatere
- Awatere (rivier in Gisborne)
- Awhea

### B
- Balfour
- Barlow
- Barn
- Barrier
- Baton
- Bealey
- Beaumont
- Beautiful
- Bettne
- Big Hohonu
- Big (rivier in Southland)
- Big (rivier in Tasman)
- Big (rivier in West Coast, New Zealand)
- Big Wainihinihi
- Blackwater
- Blairich
- Blind / Otuwhero
- Blue Duck
- Blue Grey
- Blue
- Bluff
- Blythe
- Bonar
- Boulder
- Bowen
- Boyle
- Branch (zijrivier van de Taylor)
- Branch (zijrivier van de Wairau)
- Broken
- Brown Grey
- Brown (rivier in Marlborough)
- Brown (rivier in Tasman)
- Brown (rivier in West Coast)
- Buller
- Burke
- Butler

### C
- Callery
- Cam (rivier in Marlborough)
- Cam/Ruataniwha
- Camelot
- Cameron
- Cape
- Caples
- Cardrona
- Careys Creek
- Carrick
- Cascade
- Cass (rivier in Lake Tekapo)
- Cass (rivier in Selwyn District)
- Castaly
- Castle (rivier in Marlborough)
- Castle (rivier in Southland)
- Castle (rivier in Wellington)
- Catlins
- Cavendish
- Charwell
- Chatterton
- Christopher
- Clarence
- Clark
- Clarke (rivier in Grey District)
- Clarke (rivier in Tasman)
- Clarke (rivier in Westland District)
- Clearwater
- Cleddau
- Clinton
- Clive
- Clutha
- Clyde
- Coal (rivier in Canterbury)
- Coal (rivier in Fiordland)
- Cobb
- Collins
- Conway
- Cook (Weheka)
- Copland
- Cox
- Crooked
- Cropp
- Crow (rivier in Canterbury)
- Crow (rivier in West Coast)
- Cust

### D
- D'Urville
- Dane
- Dark
- Dart (rivier in Otago)
- Dart (rivier in Tasman)
- Deception
- Deepdale
- Devil
- Dickson
- Dillon
- Dobson
- Donald (rivier in Hawke's Bay)
- Donald (rivier in West Coast)
- Donne
- Doon
- Doubtful
- Doubtless
- Douglas
- Dove (rivier in Canterbury)
- Dove (rivier in Tasman)
- Drake
- Dry Awarua
- Dry
- Duncan

### E
- Earnscleugh (Frazer)
- Eastern Hohonu
- Eastern Hutt
- Eastern Waiotauru
- Edison
- Edith
- Edwards (rivier in Mid Canterbury)
- Edwards (rivier in North Canterbury)
- Eglinton
- Electric
- Elizabeth
- Ellis
- Empson
- Esk (rivier in Canterbury)
- Esk (rivier in Hawke's Bay)
- Esperance
- Evans
- Eyre

### F
- Fairhall
- Falls
- Fish
- Flaxbourne
- Fleming
- Forbes
- Forgotten
- Fork
- Four Mile
- Fox (zijrivier van de Buller)
- Fox (rivier in Westland)
- Frances
- Freshwater
- Fyfe

### G
- Garry
- Gelt
- George
- Glaisnock
- Glencoe
- Glenrae
- Glenroy
- Glentui
- Gloster
- Godley
- Goldney
- Gorge
- Goulter
- Gowan
- Graham
- Grantham
- Gray
- Grays
- Grebe
- Greenstone
- Greta
- Grey
- Guide
- Gulliver
- Gunn
- Gunner

### H
- Haast
- Hacket
- Hae Hae Te Moana
- Hakaru
- Hakataramea
- Hall
- Halswell
- Hamilton
- Hangaroa
- Hanmer
- Haparapara
- Hapuawai
- Hapuka
- Hapuku
- Harman
- Harper
- Harrison
- Hātea
- Haumi
- Haupiri
- Hautapu
- Havelock
- Hawai
- Hawdon
- Hawea
- Hawkins
- Hay (Haurokomeer)
- Heaphy
- Heathcote
- Hector
- Hemphill
- Henry
- Herekino
- Heron
- Hewson
- Hikurangi
- Hikurua
- Hikutaia
- Hikuwai
- Hinatua
- Hinds
- Hinemaiaia
- Hodder
- Hokitika
- Hook
- Hooker
- Hookhamsnyvy
- Hope (rivier in Canterbury)
- Hope (rivier in Tasman)
- Hope (rivier in West Coast)
- Hopkins
- Horahora
- Horomanga
- Hororata
- Hossack
- Hoteo
- Howard
- Huangarua
- Huia
- Hunter
- Huriwai
- Hurunui
- Hutt
- Huxley

### I
- Ihungia
- Ihuraua
- Inangahua
- Irene
- Irwell

### J
- Jackson
- Jacobs
- Jed
- Jerry
- Joe
- Joes
- John o'Groats
- Johnson
- Jollie
- Jordan
- Juno

### K
- Kaeoz
- Kahurangi
- Kahutara
- Kaiapoi
- Kaihu
- Kaiikanui
- Kaikou
- Kaimarama
- Kaipara
- Kaipo
- Kaituna
- Kaiwaka
- Kaiwakawaka
- Kaiwara
- Kaiwharawhara
- Kaiwhata
- Kaka
- Kakanui
- Kakapo
- Kakapotahi
- Kaniere
- Kapowai
- Karakatuwhero
- Karamea
- Karangarua
- Karetu
- Karukaru
- Katikara
- Kauaeranga
- Kaukapakapa
- Kauru
- Kawakawa
- Kawarau
- Kawhatau
- Kedron
- Kekerengu
- Kenana
- Kennet
- Kereu
- Kerikeri (Northland)
- Kerikeri (zijrivier van de Waikato)
- Kitchener
- Kiwi
- Kohaihai
- Kokatahi
- Komata
- Kopeka
- Kopuapounamu
- Kopuaranga
- Koranga
- Korimako
- Kowai
- Kowhai
- Kuaotunu
- Kumengamatea
- Kumeu
- Kuratau
- Kurow

### L
- L II
- Lambert
- Landsborough
- Lawrence
- Leader
- Leatham
- Lee
- Leslie
- Lewis (rivier in Canterbury)
- Lewis (rivier in Tasman)
- Light
- Lillburn
- Lindis
- Little Akatarawa
- Little Awakino
- Little Boulder
- Little Crow
- Little Devil
- Little Hohonu
- Little Hope
- Little Kowai
- Little Lottery
- Little Onahau
- Little Opawa
- Little Pokororo
- Little Pomahaka
- Little
- Little Slate
- Little Totara
- Little Waingaro
- Little Wanganui
- Lochy
- Lords
- Lottery
- Lud
- Lyvia

### M
- Macaulay
- Macfarlane
- Mackenzie
- Maclennan
- Maerewhenua
- Mahakirau
- Mahitahi
- Mahurangi
- Maitai
- Makahu
- Makakahi
- Makara (rivier in Chatham Islands)
- Makara (rivier in Wellington)
- Makarau
- Makaretu
- Makarewa
- Makarora
- Makaroro
- Makatote
- Makerikeri
- Makikihi
- Makino
- Makotuku
- Makuri
- Manaia
- Manakaiaua
- Manawapou
- Manawatu
- Mandamus
- Mangaaruhe
- Mangahao
- Mangahauini
- Mangaheia
- Mangakahia
- Mangakarengorengo
- Mangakuri
- Mangamaire
- Mangamuka
- Manganui o te Ao
- Manganui (rivier in Northland)
- Manganui (rivier in Taranaki)
- Manganui (zijrivier van de Waikato)
- Manganuiohou
- Mangaone (rivier in Hawke's Bay)
- Mangaone (Manawatu-Wanganui)
- Mangaoparo
- Mangaorino
- Mangaotaki
- Mangapa
- Mangapai
- Mangapapa (rivier in Bay of Plenty)
- Mangapapa (Manawatu-Wanganui)
- Mangapehi
- Mangapoike
- Mangapu
- Mangaroa
- Mangatainoka
- Mangatawhiri
- Mangatera
- Mangatete
- Mangatewai
- Mangatewainui
- Mangatokerau
- Mangatoro
- Mangatu
- Mangaturuturu
- Mangawai
- Mangawharariki
- Mangawhero
- Māngere
- Mangles
- Mangonuiowae
- Mangorewa
- Manuherikia
- Maori
- Maraehara
- Maraekakaho
- Maraetaha
- Maraetotara
- Mārahau
- Maramarua
- Maramataha
- Mararoa
- Marchburn
- Marokopa
- Maropea
- Martyr
- Maruia
- Mason
- Mata
- Matahaka
- Mataikona
- Matakana
- Matakitaki
- Matakohe
- Mataroa
- Mataura
- Mathias
- Matiri
- Matukituki
- Maungakotukutuku
- Mawheraiti of Little Grey
- McRae
- Meola
- Medina
- Medway
- Mike
- Mikonui
- Mimi
- Miner
- Mingha
- Mistake
- Misty
- Moawhango
- Moawhango West
- Moeangiangi
- Moeraki
- Moerangi
- Mohaka
- Mohakatino
- Mokau
- Mōkihinui
- Mokomokonui
- Mokoreta
- Monowai
- Montgomerie
- Morgan
- Morse
- Motatapu
- Motu
- Motueka
- Motukaika
- Motunau
- Motupiko
- Motupipi
- Motuti
- Moutere
- Mowbray
- Mueller
- Mungo
- Murchison
- Murray

### N
- Namu
- Nancy
- Nevis
- Newton
- Newtown
- Ngakawau
- Ngamuwahine
- Ngaruroro
- Ngatau
- Ngatiawa
- Ngunguru
- Nina
- Nokomai
- North Barlow
- North Mathias
- North Ohau (rivier in Canterbury)
- North Ohau (rivier in Wellington)
- North Opuha
- North
- Nuhaka
- Nukuhou

### O
- Oakura
- Oamaru
- Oaro
- Ohau
- Ohau
- Ohikaiti
- Ohikanui
- Ohinemaka
- Ohinemuri
- Ohinetamatea
- Ohura
- Ohuri
- Okana
- Okaramio
- Okari
- Okarito
- Okuku
- Okura
- Okuru
- Okuti
- Old Bed Eyre
- Old Bed of Waipawa
- Olivin
- Omaha
- Omaka
- Omanaia
- Omanawa
- Omaru
- Omaumau
- Omoeroa
- Onaero
- Onahau
- Onamalutu
- Onekaka
- Oneone
- Ongarue
- Onyx (Ross Dependency)
- Ōpaoa
- Oparara
- Oparau
- Opatu
- Opihi
- Opitonui
- Opotoru
- Opouawe
- Opouri
- Opouteke
- Opuha
- Opuiaki
- Opurehu
- Orangipuku
- Orari
- Orauea
- Orere
- Oreti
- Orewa
- Orikaka
- Orira
- Orongorongo
- Oroua
- Orowaiti
- Oruaiti
- Oruawharo
- Oruru
- Orutua
- Otahu
- Otaio
- Otaki
- Otama
- Otamatapaio
- Otamatea (rivier in Hawke's Bay)
- Otamatea (rivier in Northland)
- Otara
- Otaua
- Otehake
- Otekaieke
- Otematata
- Otere
- Oterei
- Otiake
- Otira
- Otoko
- Otorehinaiti
- Otto
- Otututu
- Otuwhero
- Ounuora
- Ourauwhare
- Owahanga
- Ōwaka
- Owen

### P
- Pahaoa
- Pahau
- Pahi
- Pahu
- Pairatahi
- Pakarae
- Pakiri
- Pakoka
- Pakowhai
- Pakuratahi
- Pandora
- Papakanui
- Paranui
- Parapara
- Pareora
- Paringa
- Pariwhakaoho
- Park
- Patarau
- Pataua
- Patea
- Paturau
- Patutahi
- Pearse
- Pearson
- Pelorus
- Penk
- Percival
- Peria
- Perth
- Perunui
- Phantom
- Piako
- Pitt
- Pleasant
- Poerua
- Pohangina
- Pohuenui
- Pokororo
- Pomahaka
- Pongaroa
- Porangahau
- Poroporo
- Pororari
- Porter
- Postal
- Potts
- Pouawa
- Poulter
- Pourakino
- Pourangaki
- Price
- Pūerua
- Puhi Puhi
- Puhoi
- Pukaki
- Pūkio
- Punakaiki
- Punakitere
- Pungapunga
- Puniu
- Pupuke
- Purakaunui
- Purangi
- Puremahaia
- Puriri
- Pyke

### R
- Racehorse
- Rahu
- Rai
- Rainbow
- Rainy (rivier in Marlborough)
- Rainy (rivier in Tasman)
- Rakaia
- Rakeahua
- Rangiora
- Rangitaiki
- Rangitane
- Rangitata
- Rangitikei
- Rappahannock
- Raukokore
- Rea
- Red Pyke
- Red
- Rees
- Reikorangi
- Rerewhakaaitu
- Retaruke
- Ripia
- Riuwaka
- Roaring Lion
- Robertson
- Robinson
- Rocky
- Roding
- Rogerson
- Rolleston
- Rolling
- Ronga
- Rooney
- Rotokakahi
- Rotokino
- Rotowhenua
- Ruakaka
- Ruakituri
- Ruakokoputuna
- Ruamahanga
- Rubicon
- Ruera
- Rum
- Ryton

### S
- Sabine
- Saxon
- Saxton
- Seaforth
- Seaward
- Selwyn/Waikirikiri
- Serpentine
- Severn
- Shag (rivier in Fiordland)
- Shag (rivier in Otago)
- Shenandoah
- Sheriff/Station Creek
- Sherry
- Shin
- Shotover
- Sinclair
- Skeet
- Slate
- Smite
- Smoothwater
- Smyth
- Snow
- Snowy
- South Mathias
- South Ohau
- South Ohau
- South Opuha
- Southern Waiotauru
- Spey (rivier in Southland)
- Spey (rivier in Tasman)
- Spoon
- Spray
- Stafford
- Stanley (rivier in Canterbury)
- Stanley (rivier in Tasman)
- Stanton
- Stillwater
- Stony
- Hangatahua (Stony), Taranaki
- Te Wharau (Stony), West Coast
- Stour
- Strauchon
- Styx Creek
- Styx (rivier in Canterbury)
- Styx (rivier in North Canterbury)
- Styx (rivier in West Coast)
- Swift
- Swin Burn
- Swin

### T
- Tadmor
- Tahaenui
- Tahakopa
- Taharua
- Taheke
- Tahekeroa
- Tahoranui
- Taieri
- Taiharuru
- Taihiki
- Taipa
- Taipo (rivier in Buller District)
- Taipo (rivier in Westland District)
- Taipoiti
- Tairua
- Takahue
- Takaka
- Takaputahi
- Takiritawai
- Takou
- Talbot
- Tamaki
- Tangahoe
- Tangarakau
- Tapu
- Tapuaeroa
- Tapuwae
- Taramakau
- Tarawera
- Taringamotu
- Taruarau
- Taruheru
- Tasman
- Tass
- Tauanui
- Tauherenikau
- Tauhoa
- Taumona
- Tauranga
- Tauranga Taupo
- Taurangakautuku
- Tauraroa
- Tautuku
- Tauweru
- Tawapuku
- Tawarau
- Tawatahi
- Taylor
- Te Arai
- Te Haumi
- Te Hoe
- Te Kapa
- Te Mata
- Te Naihi
- Te Putaaraukai
- Te Rahotaiepa
- Te Wharau
- Teal
- Tekapo
- Teme
- Temuka
- Tengawai
- Teviot
- Thomas
- Thurso
- Tīmaru
- Tinline
- Tinui
- Tiraumea (Manawatu-Wanganui)
- Tiraumea (rivier in Tasman)
- Toaroha
- Tohoratea
- Toitoi
- Tokanui
- Tokomairaro
- Tokomaru
- Tolson
- Tone
- Tongaporutu
- Tongariro
- Topuni
- Tōrere
- Torrent
- Totara (rivier in Buller District)
- Totara (rivier in Westland District)
- Totarakaitorea
- Townshend
- Towy
- Transit
- Travers
- Trent
- Troyte
- Tuamarina
- Tuapeka
- Tuke
- Tukipo
- Tukituki
- Tummil
- Tunakino
- Turakina
- Turanganui (rivier in Gisborne)
- Turanganui (rivier in Wellington)
- Turimawiwi
- Turnbull
- Tutaekuri
- Tutaki
- Tutoko
- Tweed
- Twizel

### U
- Uawa
- Ugly
- Upper Grey
- Upukerora
- Urenui
- Utakura

### V
- Victoria
- Von

### W
- Wahianoa
- Wai-iti
- Waianakarua
- Waianiwaniwa
- Waiapu
- Waiariki
- Waiaruhe
- Waiatoto
- Waiau (rivier in Canterbury)
- Waiau (rivier in Gisborne)
- Waiau (rivier in Hawke's Bay)
- Waiau (rivier in Southland)
- Waiaua (rivier in Bay of Plenty)
- Waiaua (rivier in Taranaki)
- Waihaha
- Waihao
- Waiheke
- Waihi
- Waiho
- Waihoihoi
- Waihopai
- Waihora
- Waihou
- Waihua
- Waihuka
- Waikaia
- Waikakaho
- Waikakariki
- Waikamaka
- Waikanae
- Waikare (rivier in Bay of Plenty)
- Waikare (rivier in Northland)
- Waikaretaheke
- Waikari (rivier in Canterbury)
- Waikari (rivier in Hawke's Bay)
- Waikato
- Waikawa
- Waikawau (rivier in Thames-Coromandel District)
- Waikawau (rivier in Waitomo District)
- Waikiti
- Waikoau
- Waikohu
- Waikoropupu
- Waikorure
- Waikouaiti
- Waikukupa
- Waikura (zijrivier van de Raukokore)
- Waikura (zijrivier van de Hangaroa)
- Waima
- Waimakariri
- Waimamakau
- Waimamaku
- Waimana
- Waimangarara
- Waimangaroa
- Waimarino
- Waimata
- Waimea (rivier in Southland)
- Waimea (rivier in Tasman)
- Waimeamea
- Waingaro (rivier in Tasman)
- Waingaro (zijrivier van de Waikato)
- Waingaromia
- Waingawa
- Waingongoro
- Wainui (rivier in Bay of Plenty)
- Wainui (rivier in Hawke's Bay)
- Wainui (rivier in Northland)
- Wainui (rivier in Tasman)
- Wainuiomata
- Wainuiora
- Wainuioru
- Waioeka
- Waiohine
- Waiomoko
- Waionepu
- Waiorongomai (rivier in Gisborne)
- Waiorongomai (rivier in Wellington)
- Waiotahe
- Waiotaka
- Waiotama
- Waiotauru
- Waiotu
- Waipa
- Waipahi
- Waipakihi
- Waipaoa
- Waipapa (rivier in Bay of Plenty)
- Waipapa (rivier in Northland)
- Waipapa (zijrivier van de Waikato)
- Waipati
- Waipara (rivier in Canterbury)
- Waipara (rivier in West Coast)
- Waipekakoura
- Waipori
- Waipoua (rivier in Northland)
- Waipoua (rivier in Wellington)
- Waipu
- Waipunga
- Wairahi
- Wairakei
- Wairaki
- Wairau
- Wairaurahiri
- Waireia
- Wairere
- Wairoa (rivier in Auckland)
- Wairoa (rivier in Bay of Plenty)
- Wairoa (rivier in Hawke's Bay)
- Wairoa (rivier in Northland)
- Wairoa (rivier in Tasman)
- Wairongomai
- Wairua
- Waita
- Waitaha
- Waitahaia
- Waitahanui
- Waitahu
- Waitahuna
- Waitakaruru
- Waitakere (Nile)
- Waitakere
- Waitaki
- Waitangi (rivier in Far North District)
- Waitangi (rivier in Whangarei District)
- Waitangiroto
- Waitangitaona
- Waitara
- Waitatapia
- Waitati
- Waitawheta
- Waitekauri
- Waitekuri
- Waitepeka
- Waitetuna
- Waitewaewae
- Waitoa
- Waitoetoe
- Waitohi
- Waitotara
- Waitutu
- Waiuku
- Waiwawa
- Waiwera
- Waiwhakaiho
- Waiwhango
- Wakamarina
- Wakapuaka
- Walker
- Wandle
- Wangapeka
- Wapiti
- Warwick
- Water of Leith
- Weheka (Cook)
- Weiti
- Wentworth
- West Mathias
- Western Hutt
- Whakaikai
- Whakaki
- Whakanekeneke
- Whakapapa
- Whakapara
- Whakapohai
- Whakarapa
- Whakatahine
- Whakataki
- Whakatane
- Whakatikei
- Whakaurekou
- Whanaki
- Whangae
- Whangaehu
- Whangamarino
- Whangamaroro
- Whangamoa
- Whangamomona
- Whanganui
- Whangaparaoa
- Whareama
- Whareatea
- Wharehine
- Wharekahika
- Wharekawa
- Wharekopae
- Wharemauku
- Wharepapa
- Whataroa
- Whau
- Whawanui
- Wheao
- Whenuakite
- Whenuakura
- Whirinaki (rivier in Hawke's Bay)
- Whirinaki (rivier in Northland)
- Whistler
- Whitbourn
- Whitcombe
- White
- White Rock
- Whitestone
- Whitewater
- Wilberforce
- Wild Natives
- Wilkin
- Wilkinson
- Willberg
- Williamson
- Wills
- Wilmot
- Wilson
- Windley
- Windward
- Winterton
- Wolf
- Woolley
- Worsley
- Wye

### Y
- Yankee
- Yarra
- Young